# Siurana (Tarragona)
Siurana, oder Siurana de Prades, ist ein Teilort der Gemeinde Cornudella de Montsant in der katalanischen Comarca Priorat (Provinz Tarragona). Er hat 36 Einwohner (Stand 2011).

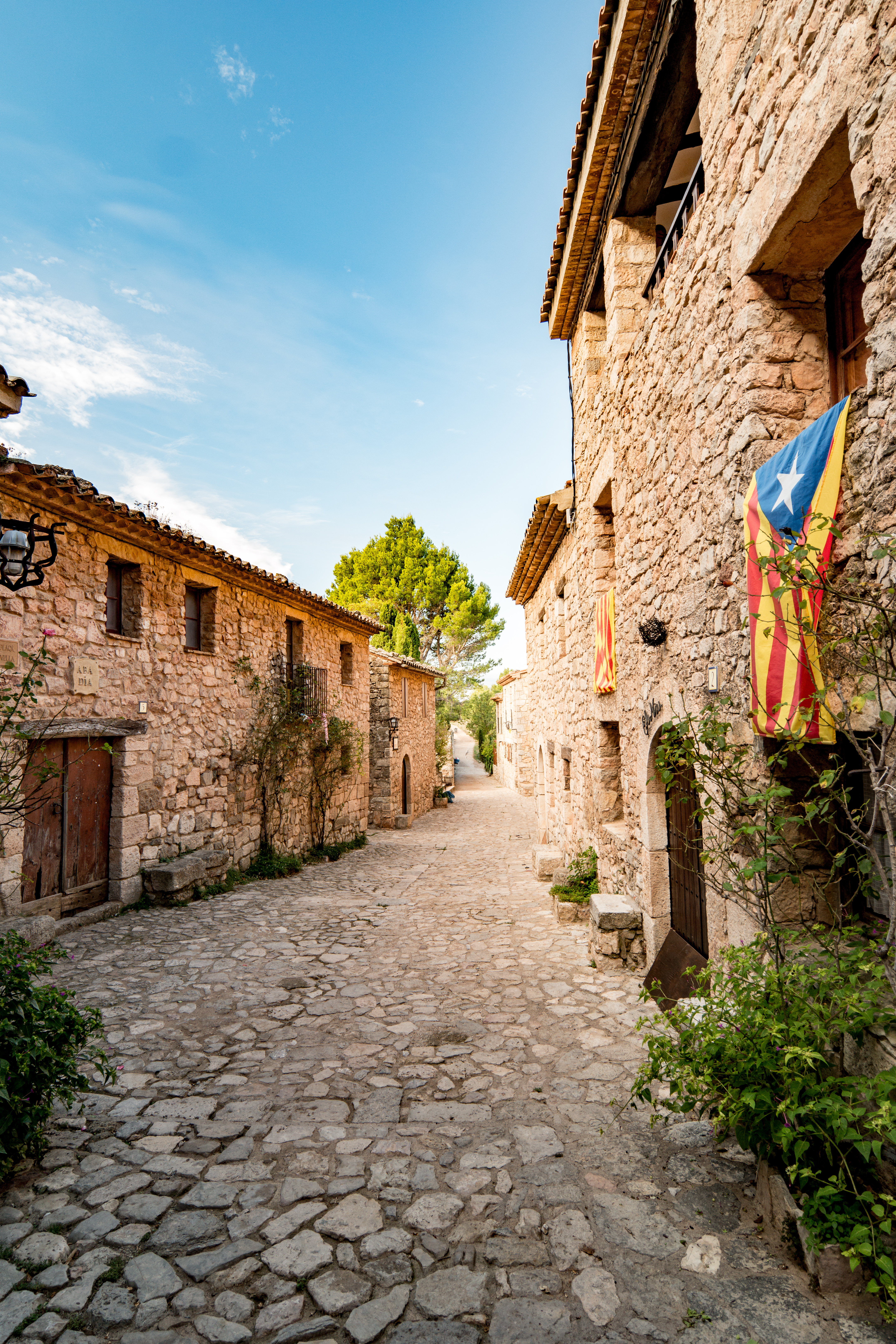
Gebäude von Siurana

## Geografische Lage
Siurana liegt etwa 30 Kilometer nordwestlich von Tarragona auf einem mächtigen Kalksteinfelsen in 737 Meter Höhe. Es bietet einen weiten Ausblick auf das Tal des gleichnamigen Flusses und Stausees. 

## Geschichte

### Das muslimische Waliat Siurana
Die Mauren drangen 711 auf die Iberische Halbinsel vor und folgten bei ihren Eroberungszügen den Römerstraßen. 714 hatten sie bereits Katalonien erreicht. Die eigentliche Besetzung verlief jedoch schrittweise, da die ersten muslimischen Siedler Nomaden waren, die sich erst gegen Mitte des 9. Jahrhunderts endgültig niederließen.
Das Gebiet von Siurana gewann im 11. Jahrhundert an Bedeutung, als der Graf von Barcelona, Raimund Berengar I. (1023–1076), erste Versuche unternahm, die Stadt Tarragona zu besetzen, und Siurana damit zu einer Verteidigungslinie des Islam wurde. Dies zwang die Mauren, sich in sichere Festungen in die Berge zurückzuziehen. Die strategische Lage von Siurana verzögerte für lange Zeit den Vormarsch der christlichen Rück-Eroberer.
Die Berge von Prades und ein großer Teil des Priorat sowie Teile der heutigen comarques Baix Camp, Alt Camp, Conca de Barberà und Garrigues bildeten eine Grenzregion um das Kastell von Siurana.

### Die Eroberung von Siurana
Durch seine Lage war Siurana zu jener Zeit praktisch nicht einnehmbar. Tarragona wurde schon 1118 erobert, aber eine auf Dauer angelegte Besetzung der Region fand erst 1146 statt. In den Jahren 1148 und 1149 wurden Tortosa und Lleida erobert. 1151 hatten die christlichen Eroberer das Waliat (= Vizekönigreich) Siurana eingekreist. Dessen Fall war nur noch eine Frage der Zeit. Als letztes der Taifas des heutigen Katalonien  wurde Siurana 1153 durch die Truppen von Raimund Berengar IV. (reg. 1131–1162) zurückerobert.

## Sehenswürdigkeiten
Die romanische Kirche Santa Maria steht am Ortsrand hoch über dem Flusstal.

## Sonstiges
Die charakteristische Felslandschaft macht Siurana zu einem Anziehungspunkt für Sportkletterer. Es existieren hier einige der schwersten Kletterrouten der Welt, unter anderem Golpe de Estado und La Rambla.
Der Stadtrat lehnte es 2022 ab, Siurana in die Vereinigung der schönsten Ortschaften Spaniens aufnehmen zu lassen, um den bereits massiven Besucheransturm nicht weiter zu verstärken.

## Gastronomie
Diese Region des Priorat ist für sein Olivenöl mit geschützter Ursprungsbezeichnung Siurana bekannt.